# Leichtathletik-Europameisterschaften 1974/200 m der Männer

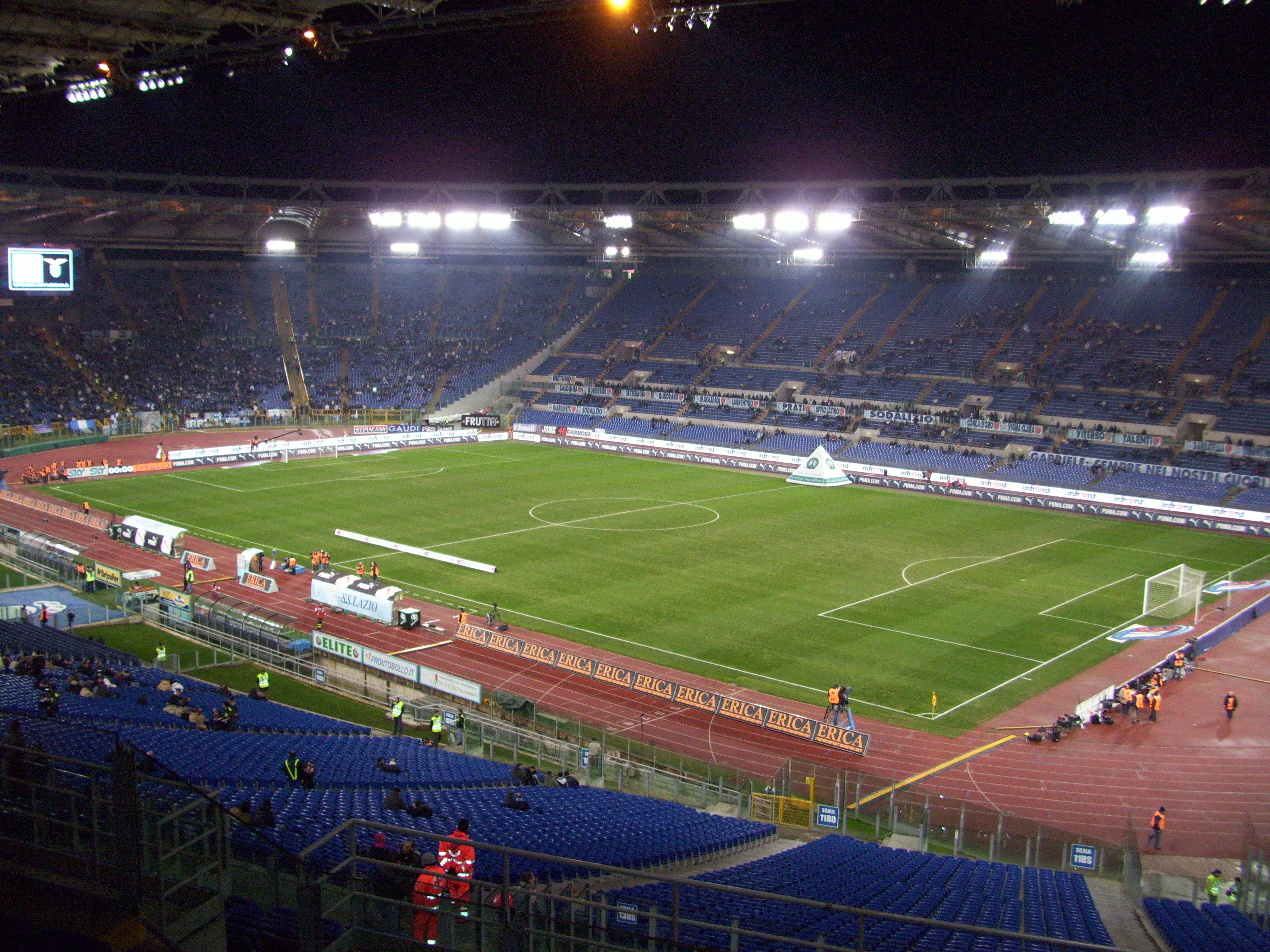
Das Olympiastadion von Rom im Jahr 2009

Der 200-Meter-Lauf der Männer bei den Leichtathletik-Europameisterschaften 1974 wurde am 4. und 5. September 1974 im Olympiastadion von Rom ausgetragen.
Europameister wurde der italienische Olympiadritte über 200 Meter von 1972 Pietro Mennea, der hier bereits Silber über 100 Meter gewonnen hatte. Er siegte vor zwei deutschen Sprintern. Den zweiten Platz belegte Manfred Ommer aus der Bundesrepublik. Bronze ging an Hans-Jürgen Bombach aus der DDR.

## Rekorde
Vorbemerkung:

In diesen Jahren gab es bei den Bestleistungen und Rekorden eine Zweiteilung. Es wurden nebeneinander handgestoppte und elektronisch ermittelte Leistungen geführt. Die offizielle Angabe der Zeiten erfolgte in der Regel noch in Zehntelsekunden, die bei Vorhandensein elektronischer Messung gerundet wurden. Allerdings verlor der in Zehntelsekunden angegebene Rekord immer mehr an Bedeutung. Ab 1977 hatte das Nebeneinander der Bestzeiten ein Ende, von da an wurde nur noch der elektronische gemessene und in Hundertstelsekunden angegebene Wert als Rekord gelistet.

### Offizielle Rekorde – Angabe in Zehntelsekunden

#### Bestehende Rekorde
| Weltrekord           | 19,8 s | Tommie Smith   | OS Mexiko-Stadt, Mexiko                        | 16. Oktober 1968  |
| Weltrekord           | 19,8 s | Donald Quarrie | Cali, Kolumbien                                | 3. August 1971    |
| Europarekord         | 20,0 s | Walerij Borsow | OS München, BR Deutschland (heute Deutschland) | 4. September 1972 |
| Meisterschaftsrekord | 20,3 s | Walerij Borsow | EM Helsinki, Finnland                          | 13. August 1971   |

Der bestehende EM-Rekord wurde bei diesen Europameisterschaften nicht erreicht. Die schnellste Zeit erzielte der italienische Europameister Pietro Mennea im Finale am 5. September mit 20,6 s bei einem Gegenwind von 0,8 m/s. Damit blieb er drei Zehntelsekunden über dem Rekord. Zum Europarekord fehlten ihm sechs Zehntelsekunden, zum Weltrekord acht Zehntelsekunden.

### Elektronisch gemessene Rekorde

#### Bestehende Rekorde
| Weltrekord           | 19,83 s | Tommie Smith   | OS Mexiko-Stadt, Mexiko                        | 16. Oktober 1968  |
| Europarekord         | 20,00 s | Walerij Borsow | OS München, BR Deutschland (heute Deutschland) | 4. September 1972 |
| Meisterschaftsrekord | 20,31 s | Walerij Borsow | EM Helsinki, Finnland                          | 13. August 1971   |

Der bestehende EM-Rekord wurde bei diesen Europameisterschaften nicht erreicht. Die schnellste Zeit erzielte der italienische Europameister Pietro Mennea im Finale am 5. September mit 20,60 s bei einem Gegenwind von 0,8 m/s. Damit blieb er 29 Hundertstelsekunden über dem Rekord. Zum Europarekord fehlten ihm genau sechs Zehntelsekunden, zum Weltrekord 77 Hundertstelsekunden.

## Legende
- DNS: nicht am Start (did not start)

## Vorrunde
4. September 1974
Die Vorrunde wurde in fünf Läufen durchgeführt. Die ersten drei Athleten pro Lauf – hellblau unterlegt – und der darüber hinaus der zeitschnellste Sprinter – hellgrün unterlegt – qualifizierten sich für das Halbfinale.

### Vorlauf 1
Wind: −0,1 m/s
| Platz | Name               | Nation           | Zeit (s) |
| ----- | ------------------ | ---------------- | -------- |
| 1     | Bruno Cherrier     | Frankreich       | 20,96    |
| 2     | Luigi Benedetti    | Italien          | 21,11    |
| 3     | Raymond Heerenveen | Niederlande      | 21,24    |
| 4     | Chris Monk         | Großbritannien   | 21,25    |
| 5     | Jaroslav Matoušek  | Tschechoslowakei | 21,36    |
| 6     | Robert Tempel      | BR Deutschland   | 21,51    |
| 7     | Marek Bedyński     | Polen            | 21,53    |

### Vorlauf 2

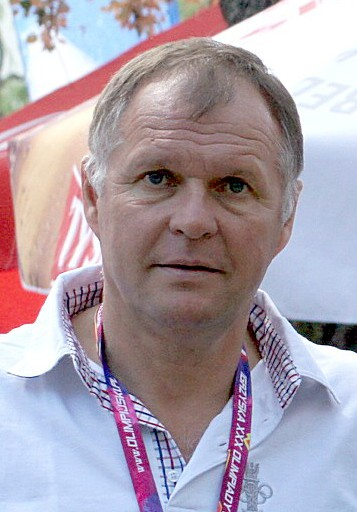
Marian Woronin (hier im Jahr 2012) scheiterte wie schon über 100 Meter im Vorlauf

Wind: −2,4 m/s
| Platz | Name                | Nation         | Zeit (s) |
| ----- | ------------------- | -------------- | -------- |
| 1     | Hans-Jürgen Bombach | DDR            | 21,04    |
| 2     | Joseph Arame        | Frankreich     | 21,09    |
| 3     | Ainsley Bennett     | Großbritannien | 21,13    |
| 4     | Marian Woronin      | Polen          | 21,60    |

### Vorlauf 3
Wind: +0,3 m/s
| Platz | Name          | Nation         | Zeit (s) |
| ----- | ------------- | -------------- | -------- |
| 1     | Manfred Ommer | BR Deutschland | 21,21    |
| 2     | Pietro Mennea | Italien        | 21,24    |
| 3     | Peter Muster  | Schweiz        | 21,41    |
| 4     | Petar Petrov  | Bulgarien      | 21,49    |
| 5     | Tibor Farkas  | Ungarn         | 22,06    |

### Vorlauf 4
Wind: +1,5 m/s
| Platz | Name              | Nation           | Zeit (s) |
| ----- | ----------------- | ---------------- | -------- |
| 1     | Hans-Joachim Zenk | DDR              | 21,30    |
| 2     | Philippe Leroux   | Frankreich       | 21,40    |
| 3     | Steve Green       | Großbritannien   | 21,54    |
| 4     | Luis Sarria       | Spanien          | 21,54    |
| 5     | Zenon Nowosz      | Polen            | 21,67    |
| 6     | Marian Kralik     | Tschechoslowakei | 21,67    |

### Vorlauf 5
Wind: +1,4 m/s
| Platz | Name                   | Nation           | Zeit (s) |
| ----- | ---------------------- | ---------------- | -------- |
| 1     | Franz-Peter Hofmeister | BR Deutschland   | 21,03    |
| 2     | Thorsten Johansson     | Schweden         | 21,34    |
| 3     | Antti Rajamäki         | Finnland         | 21,48    |
| 4     | Norberto Oliosi        | Italien          | 21,54    |
| 5     | Miguel Arnau           | Spanien          | 21,72    |
| 6     | Jiří Kynos             | Tschechoslowakei | 22,38    |

## Halbfinale
6. September 1974, 16:00 Uhr
In den beiden Halbfinalläufen qualifizierten sich die jeweils ersten vier Athleten – hellblau unterlegt – für das Finale.

### Lauf 1
Wind: −1,6 m/s
| Platz | Name                | Nation         | Zeit (s) |
| ----- | ------------------- | -------------- | -------- |
| 1     | Hans-Jürgen Bombach | DDR            | 20,81    |
| 2     | Manfred Ommer       | BR Deutschland | 20,92    |
| 3     | Bruno Cherrier      | Frankreich     | 20,94    |
| 4     | Antti Rajamäki      | Finnland       | 20,97    |
| 5     | Luigi Benedetti     | Italien        | 21,11    |
| 6     | Philippe Leroux     | Frankreich     | 21,22    |
| 7     | Thorsten Johansson  | Schweden       | 21,26    |
| 8     | Chris Monk          | Großbritannien | 21,32    |

### Lauf 2

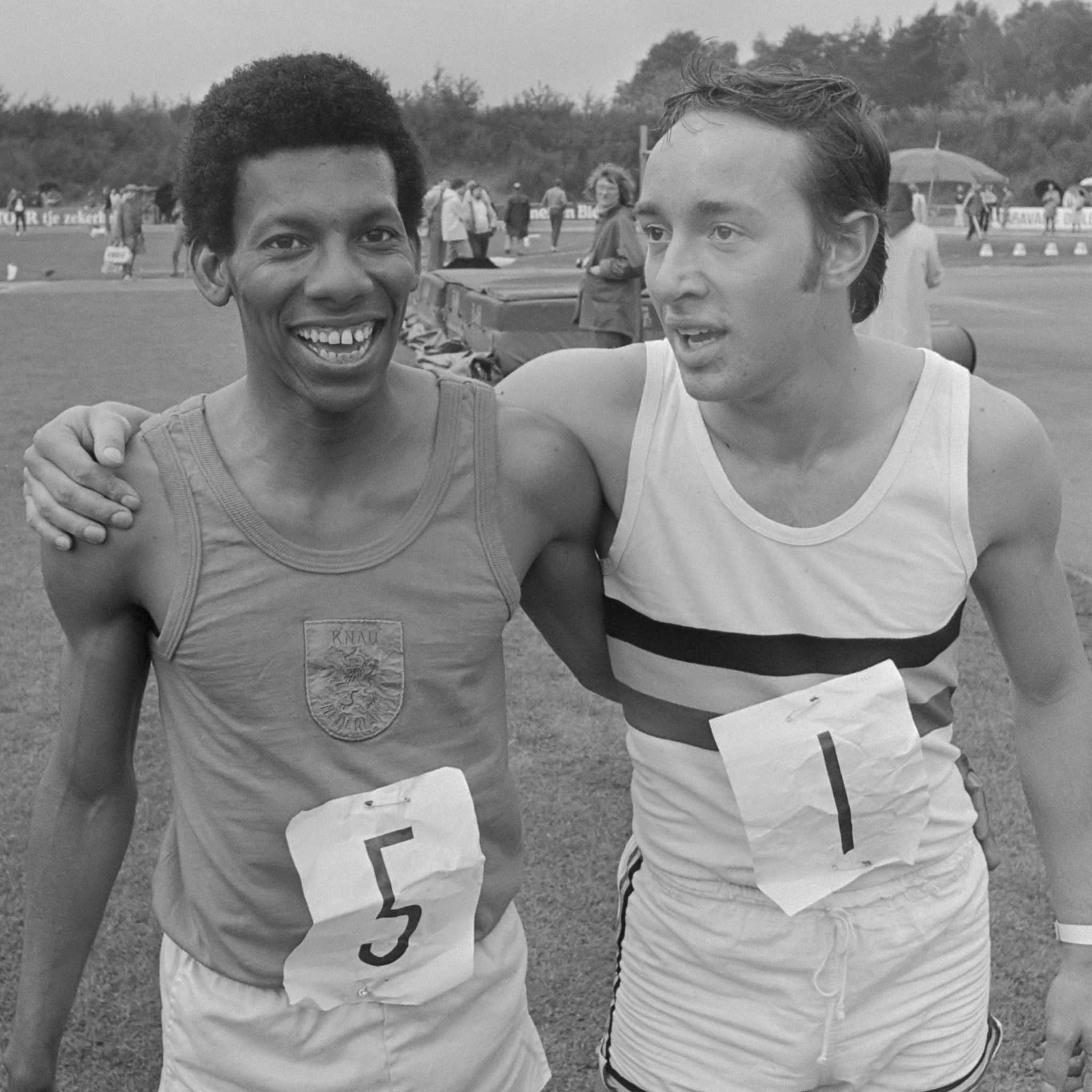
Raymond Heerenveen (links) verpasste das Finale um einen Rang

Wind: +0,5 m/s
| Platz | Name                   | Nation         | Zeit (s) |
| ----- | ---------------------- | -------------- | -------- |
| 1     | Pietro Mennea          | Italien        | 20,83    |
| 2     | Franz-Peter Hofmeister | BR Deutschland | 21,09    |
| 3     | Joseph Arame           | Frankreich     | 21,16    |
| 4     | Ainsley Bennett        | Großbritannien | 21,23    |
| 5     | Raymond Heerenveen     | Niederlande    | 21,44    |
| 6     | Hans-Joachim Zenk      | DDR            | 21,46    |
| 7     | Steve Green            | Großbritannien | 21,52    |
| 8     | Peter Muster           | Schweiz        | 77,71    |

## Finale

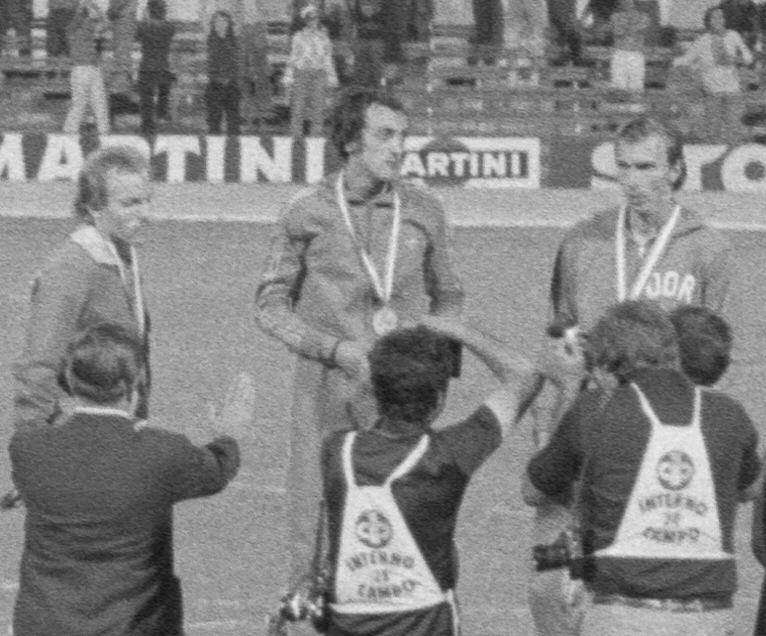
Siegerehrung (v. l. n. r.): Manfred Ommer, Pietro Mennea, Hans-Jürgen Bombach
Europameister Pietro Mennea

6. September 1974, 18:45 Uhr
Wind: −0,8 m/s
| Platz | Name                   | Nation         | Zeit (s) |
| ----- | ---------------------- | -------------- | -------- |
| 1     | Pietro Mennea          | Italien        | 20,60    |
| 2     | Manfred Ommer          | BR Deutschland | 20,76    |
| 3     | Hans-Jürgen Bombach    | DDR            | 20,83    |
| 4     | Joseph Arame           | Frankreich     | 20,83    |
| 5     | Franz-Peter Hofmeister | BR Deutschland | 20,93    |
| 6     | Bruno Cherrier         | Frankreich     | 21,02    |
| 7     | Ainsley Bennett        | Großbritannien | 21,29    |
| DNS   | Antti Rajamäki         | Finnland       |          |